# Escola l'Estel
L'Escola l'Estel és una escola. L'edifici és una obra eclèctica de Vic (Osona) protegida com a Bé Cultural d'Interès Local.

## Descripció
Edifici civil. Escola de Sant Miquel dels Sants. Edifici de planta rectangular coberta a quatre vessants. La façana es troba orientada a migdia. A la part esquerra i dins del recinte del jardí que envolta l'escola es fa visible una nova construcció que segueix força les característiques de la part antiga, la part baixa de la qual presenta un fris de pedra picada. Al damunt s'hi obren unes finestres d'arc de mig punt amb estuc i a la part superior són rectangulars. A la part central on hi ha un portal al qual s'accedeix mitjançant uns graons i el sostre de l'edifici forma un espai obert de forma pentagonal que protegeix el portal d'entrada el qual és d'arc de forma pentagonal que protegeix el portal d'entrada, el qual és d'arc de mig punt amb un escut al damunt de pedra. Aquest espai és decorat amb estuc en el qual s'hi dibuixen formes geomètriques. L'estat de conservació és bo.

## Història
Fou construït vers la dècada dels anys trenta per l'arquitecte local Josep Maria Pericas, moment en què l'artista estava influenciat o, si més no, coneixia les primeres obres de l'arquitecte Walter Gropius.
És una escola nacional coneguda també per Sant Miquel Vell per comparança amb l'escola privada que es troba al mateix carrer i que es coneix també per Sant Miquel dels Sants.